# Musikjahr 1654
Liste der Musikjahre

◄◄ | ◄ | 1650 | 1651 | 1652 | 1653 | Musikjahr 1654 | 1655 | 1656 | 1657 | 1658 | ► | ►►

Weitere Ereignisse
Dieser Artikel behandelt das Musikjahr 1654.

## Ereignisse
- 12. Januar: Die Oper Il Xerse von Francesco Cavalli (Musik) mit dem Libretto von Nicolò Minato wird erstmals aufgeführt. Die Oper ist besonders mit ihrer Arie Ombra mai fù sehr populär und wird später auch von Händel und Giovanni Bononcini vertont.
- 30. Januar: Die Oper Il Ciro von Francesco Cavalli (Musik) mit einem Libretto von Giulio Cesare Sorrentino, bearbeitet von Aurelio Aureli, wird im Teatro Santi Giovanni e Paolo in Venedig uraufgeführt.
- 03. April: Die Oper Orontea Regina d’Egitto von Francesco Cirillo wird in Neapel uraufgeführt.[1]
- 16. Mai: Die musikalische Komödie in drei Akten Dal male il bene („Aus Kummer wird Glück“) von Antonio Maria Abbatini (Musik) mit einem Libretto von Giulio und Giacomo Rospigliosi wird in Rom im Palazzo Barberini, zur Hochzeit von Matteo Barberini, Principe di Palestrina, mit Olimpia Giustiniani uraufgeführt.
- Georg Caspar Wecker wird Organist an der Frauenkirche in Nürnberg.

## Instrumental- und Vokalmusik (Auswahl)
- Louis Couperin – Fugue Grave sur Urbs Beata Jherusalem
- Jacob van Eyck – Der Fluyten Lust-hof (4. Auflage)

## Musiktheater
- Antonio Maria Abbatini – Dal male il bene
- Francesco Cavalli
  - Il Ciro
  - Il Xerse
- Antonio Cesti – La Cleopatra
- Francesco Cirillo – Orontea Regina d’Egitto
- Francesco Provenzale – Teseo

## Geboren

### Geburtsdatum gesichert
- 03. Februar: Pietro Antonio Fiocco, italienisch-belgischer Komponist und Kapellmeister († 1714)
- 06. März: Ludovico Roncalli, italienischer Edelmann und Komponist († 1713)
- 11. März: Heinrich Georg Neuss, deutscher Kirchenlieddichter († 1716)
- 14. Juni: Mauriz von Menzingen, Schweizer römisch-katholischer Ordenspriester, Kirchenlieddichter und Komponist († 1713)
- 25. Juli: Agostino Steffani, italienischer Komponist, Diplomat und Geistlicher († 1728)
- 13. August: Pier Francesco Tosi, italienischer Sänger, Komponist und Autor († 1732)
- 00. September: Vincent Lübeck, deutscher Komponist des Barock († 1740)
- 20. November (getauft): Johann Philipp Bendeler, deutscher Organist und Orgeltheoretiker († 1709)
- 02. Dezember: Johann Adolf von Anhalt-Zerbst, Militär und Kirchenlieddichter († 1726)
- 29. Dezember: Christian Heinrich Aschenbrenner, deutscher Komponist und Violinist († 1732)

### Genaues Geburtsdatum unbekannt
- Jan Jiři Abersbach, böhmischer Priester und Komponist († 1704)
- Étienne Loulié, französischer Musiker, Pädagoge und Musiktheoretiker († 1702)

## Gestorben

### Todesdatum gesichert
- 17. Februar: Michael Lohr, deutscher Komponist (* 1591)
- 31. März: Conrad Seiser, österreichischer Glockengießer (* 1610)
- 03. April: Samuel Scheidt, deutscher Komponist, Organist und Hofkapellmeister (* 1587)
- 11. August: Jakob Fabricius, lutherischer Theologe und Kirchenlieddichter (* 1593)
- 00. September: Diego de Pontac, spanischer Kapellmeister und Komponist (* 1603)
- 31. Oktober: Francisco Correa de Arauxo, andalusischer Organist und Komponist (* 1584)

### Genaues Todesdatum unbekannt
- Giacomo Badoaro, italienischer Librettist und Politiker der Republik Venedig (* 1602)
- Jacob Ørn, dänischer Musiker und Komponist (* vor 1600)